# Oliver Güttel
Oliver Güttel (* 17. März 1985 in Aschersleben) ist ein ehemaliger deutscher Boxer im Weltergewicht aus Leipzig.

## Amateurkarriere
Der gelernte Tischler begann im Mai 1997 mit dem Boxsport. Als Amateur bestritt er 114 Kämpfe, von denen er 74 gewann. Während seiner Zeit als Amateur konnte er dreimal die deutsche Meisterschaft gewinnen und wurde fünfter bei den Junioren-Europameisterschaften in Liverpool im Jahr 2001.
Komplette Amateurbilanz
- 114 Kämpfe – 74 Siege – 5 Remis – 35 Niederlagen

Größte Amateur – Erfolge
- 1999 Landesmeister Sachsen-Anhalt (B-Jugend)
- 1999 Deutscher Meister (B-Jugend)
- 2001 Landesmeister Sachsen-Anhalt (A-Jugend)
- 2001 Deutscher Meister (A-Jugend)
- 2001 Internationaler Deutscher Vizemeister
- 2001 5. Platz Kadetten EM in Liverpool
- 2002 Landesmeister Sachsen-Anhalt (Junioren)
- 2002 Deutscher Meister (Junioren)
- 2003 Landesmeister Sachsen-Anhalt (Junioren)
- 2003 Deutscher Vizemeister (Junioren)
- 2004 Landesmeister Sachsen-Anhalt (Senioren)
- 2004 Mitteldeutscher Meister
- 2004 2. Platz beim Chemiepokal, Halle/Saale

## Profikarriere
Im Jahr 2006 wechselte Güttel schließlich ins Profilager. Er stand bei dem Promoter Sport Events Steinforth unter Vertrag und wurde dort von Dirk Dzemski trainiert. Sein größter Erfolg als Profi war der Gewinn des vakanten WBC-Junioren-Weltmeistertitels im Mai 2008 gegen Ilian Aries. Diesen verteidigte er bis zum Februar 2009 dreimal erfolgreich, bevor er ihn am 17. März 2009 abgeben musste, da er die Altersgrenze für Juniorenkämpfe mit seinem 24. Geburtstag überschritt. Nach einer Niederlage gegen den Nigerianer Anthony Ukeh im Juli 2009 bekam er Sehprobleme, in deren Folge er seine Karriere beenden musste.
Größte Profi – Erfolge
- Junioren-Weltmeister (16. Mai 2008 – 17. März 2009, 3 Titelverteidigungen, ungeschlagen)
- Ehrenmedaille der WBC am 27. Februar 2009 verliehen